# Tretenbach (Banfe)
Der Tretenbach ist ein Bach im Stadtgebiet von Bad Laasphe im nordrhein-westfälischen Kreis Siegen-Wittgenstein. Nach etwa 2 km langem Lauf ungefähr in Richtung Nordosten mündet er nahe der Friedrichshütte von rechts in die untere Banfe. 

## Geographie

### Verlauf
Der Tretenbach beginnt seinen Lauf etwa 400 Meter südöstlich des Wartholzkopf-Gipfels (620,1 m ü. NHN) am Beginn seines Wald-Kerbtales  auf etwa 545 m ü. NHN. Darin fließt er, bald zwischen nah begleitenden Wirtschaftswegen an beiden Hangseiten, etwas geschlungen in nordöstlicher Richtung. Er kreuzt im Wald zweimal einen Wirtschaftsweg, passiert nach etwa zwei Drittel seines Weges auf etwa 378 m ü. NHN zwei kleine Teiche rechts am Lauf, ab denen rechtsseits eine kleine Wiesenaue einsetzt.
Etwa einen Viertelkilometer weiter endet an einem Wirtschaftswegkreuz auch linksseits der Wald und der Bach läuft in einem Graben knapp 150 Meter nordwärts über die Wiesenaue der Banfe. Dann knickt er nach rechts ab, ist kurz verdolt und fließt nach etwas eckigem Lauf über die Wiesenaue einen Viertelkilometer weiter von rechts und auf etwa 331 m ü. NHN der unteren Banfe zu, zwischen dem Abgang und dem Rücklauf des kurzen Mühlkanals an der Bad Laaspher Friedrichshütte auf der anderen Seite.
Der Tretenbach mündet nach 2,0 km langem Lauf mit mittlerem Sohlgefälle von etwa 110 ‰ rund 214 Höhenmeter unterhalb seines Ursprungs in seinem Obertal. Der Bach wird, sobald er den Waldrand erreicht, von einer anfangs durchgehenden Baumgalerie begleitet, die auf dem letzten Teilstück lückenhaft wird.

### Einzugsgebiet
Der Tretenbach hat ein 1,2 km² großes Einzugsgebiet, das im Rothaargebirge liegt, zu über 90 % mit Wald bewachsen ist und politisch zur Stadt Bad Laasphe gehört. Der mit etwa 644,9 m ü. NHN höchste Punkt liegt am Südwesteck auf dem Gipfel des Großen Ahlertsbergs.
Jenseits der von dort bis zum Wartholzkopfgipfel verlaufenden westlichen Wasserscheide entwässern der Auerbach und dann die Heege zur aufwärtigen Banfe beim Ort Banfe. Im Nordwesten fließt ein erst in deren Talebene einsetzender Graben unmittelbar oberhalb des Tretenbachs zu dieser. Im Osten und Südosten nimmt der auch Wabach genannte Wahbach den Abfluss zur anderen Seite auf und führt ihn, wenig unterhalb der Mündung der Banfe in diesen Fluss, zur Lahn.